# Regular Polytopes
Cet article concerne le livre de mathématiques. Pour la figure géométrique, voir Diagramme de Schlegel.
Regular Polytopes est un livre de mathématiques écrit par le mathématicien canadien Harold Scott MacDonald Coxeter. Initialement publié en 1947, le livre a été mis à jour et réédité en 1963 et 1973.
Le livre est une étude complète de la géométrie des polytopes réguliers, c'est-à-dire les polygones et polyèdres réguliers ainsi que leurs généralisations aux dimensions supérieures. Provenant d'un essai intitulé L'Analogie dimensionnelle écrit en 1923, la première édition du livre a pris à Coxeter vingt-quatre ans.

## Aperçu

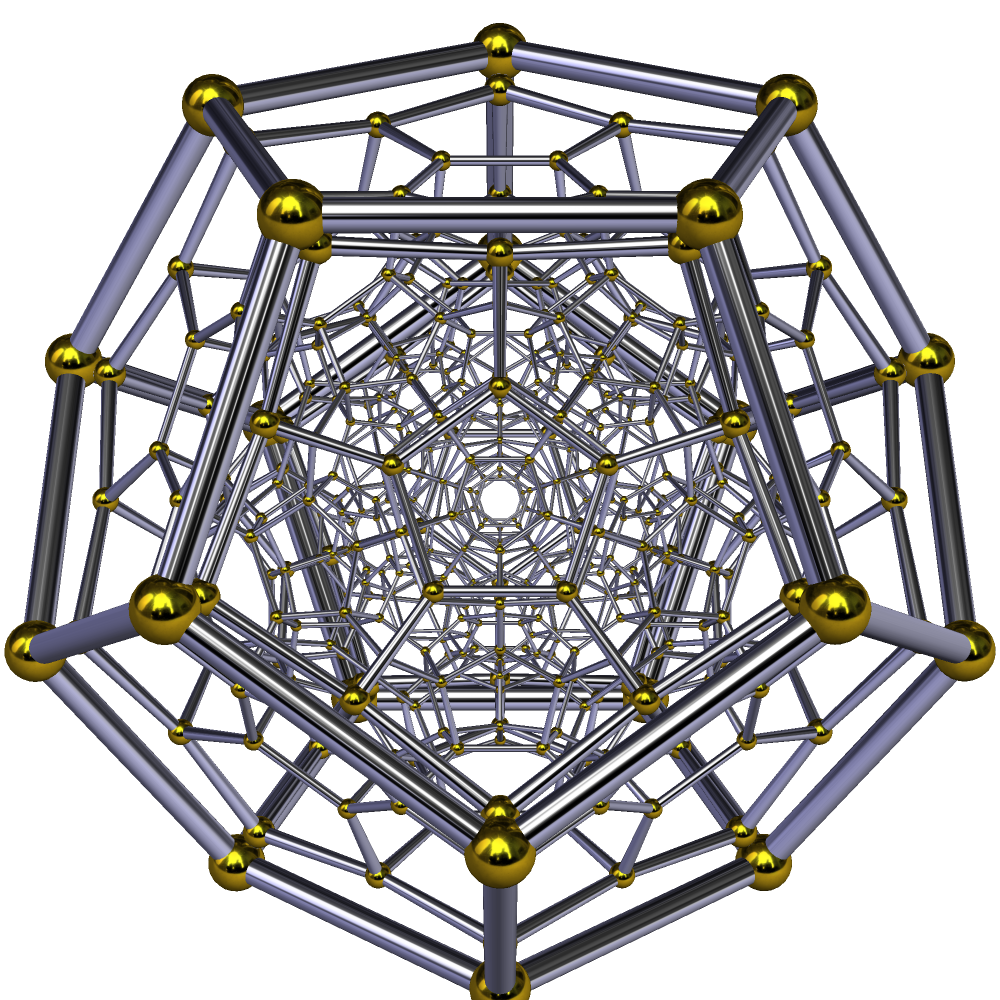
Diagramme de Schlegel du 120 cellules, polytope régulier de dimension 4.

Regular Polytopes est un ouvrage de référence classique sur les polygones réguliers et les polyèdres, et leurs analogues dans des espaces de dimensions supérieures. Il est inhabituel de par l'étendue de sa couverture, de sa combinaison de mathématiques, alliées à la rigueur géométrique de la perspicacité et de la clarté de ses diagrammes et des illustrations.
Coxeter commence par introduire les polygones à deux dimensions et les polyèdres en trois dimensions. Il donne ensuite une rigoureuse définition combinatoire de la régularité et l'utilise pour montrer qu'il n'y a pas d'autres polyèdres réguliers convexes autres que les cinq solides platoniciens. La notion de régularité est étendue aux formes non convexes telles que des polygones réguliers étoilés et des polyèdres étoilés, des pavages du plan et de l'espace et des polytopes dans les dimensions supérieures. Coxeter introduit et utilise les groupes générés par les réflexions, connus ensuite comme les groupes de Coxeter.
Le livre combine l'algèbre de rigueur avec des explications claires, beaucoup de celles-ci sont illustrées par des diagrammes, et avec un schéma de notation pour les constructions de Wythoff. Le noir et blanc des illustrations dans le livre montre des modèles solides de polyèdres en trois dimensions, et les illustrations en lignes et arêtes montrent des modèles de projections des polytopes en plus de dimensions. À la fin de chaque chapitre, Coxeter inclut une section Remarques historiques, qui fournit une perspective historique de l'élaboration du sujet.
Au sujet des dimensions supérieures Coxeter écrit : « Il y a trois façons d'aborder la géométrie euclidienne de dimension quatre ou plus : l'axiomatique, l'algébrique (ou analytique) et l'intuitive. Les deux premières ont été admirablement exposées par Sommerville et Neville, et nous présupposons une certaine familiarité avec ces traités. En ce qui concerne la troisième, Poincaré a écrit « Un homme qui y consacrerait son existence arriverait peut-être à se peindre la quatrième dimension. ». ».

## Contenu
La table des matières de la troisième édition (1973) en anglais de Regular Polytopes est la suivante :
Section I. Polygons and Polyhedra
Section II. Regular and Quasi-Regular Solids
Section III. Rotation Groups
Section IV. Tessellations and Honeycombs
Section V. The Kaleidoscope
Section VI. Star Polyhedra
Section VII. Ordinary Polytopes in Higher Space
Section VIII. Truncation
Section IX. Poincaré's Proof of Euler's Formula
Section X. Forms, Vectors and Coordinates
Section XI. The Generalised Kaleidoscope
Section XII. The Generalised Petrie Polygon
Section XIII. Section and Projections
Section XIV. Star-Polytopes

## Réception
Dans un bref examen de l'édition de 1963, Gilbert de Beauregard Robinson écrit que « quiconque intéressé par la relation entre la théorie des groupes et la géométrie devrait en posséder un exemplaire. » L'édition originale de 1948 avait reçu un examen plus complet par Goldberg.